# The Only Difference Between Martyrdom and Suicide Is Press Coverage
The Only Difference Between Martyrdom and Suicide Is Press Coverage è il singolo d'esordio del gruppo rock statunitense Panic! at the Disco, pubblicato il 27 settembre 2005. È il primo estratto dall'album d'esordio del gruppo A Fever You Can't Sweat Out.
Il titolo della canzone è una citazione del romanzo Survivor di Chuck Palahniuk.

## Tracce
Download digitale
1. The Only Difference Between Martyrdom and Suicide Is Press Coverage – 2:54

CD singolo promozionale (Stati Uniti)
1. The Only Difference Between Martyrdom and Suicide Is Press Coverage – 2:54

## Formazione
- Brendon Urie – voce
- Ryan Ross – chitarra, tastiera, cori
- Brent Wilson – basso
- Spencer Smith – batteria, percussioni

## Classifiche
| Classifica (2005)         | Posizione massima |
| ------------------------- | ----------------- |
| Stati Uniti               | 77                |
| Stati Uniti (alternative) | 5                 |